# Острова Деларова
Острова Деларова (англ. Delarof Islands, алеут. Naahmiĝun tanangis) — группа небольших необитаемых островов, составляющих самую западную часть Андреяновских островов в составе Алеутских островов.

## География
От основной части Андреяновских островов острова Деларова отделены на востоке проливом Танага, а от островов Амчитка и Семисопочный (самые восточные из Крысьих островов) на западе — проливом Амчитка.
В группу входят 11 островов: Амактигнак (Amagtignak), Горелый, Илак, Кавалга (Qavalĝa), Оглюга (Aglaga), Skagul (Sxaĝulax̂), Tags (Tagachaluĝis), Танадак (Tanaadax̂), Угидак (Qagan-tanax̂), Улак (Ulak) и Уналга (Unalĝa).

## История
Острова получили своё название в 1836 году от русского мореплавателя Фёдора Павловича Литке, который назвал их в честь греческого моряка Евстратия Ивановича Деларова — главного управляющего компании Шелихова-Голикова, открывшего эти острова в 1786—1791 гг..